# منير شكري
منير شكري (1908 – 1990) مؤرخ كنسي مصري وطبيب من الإسكندرية.

## نشأته والوظائف التي تقلدها
ولُد في 19 مايو 1908 بمدينة القاهرة وكانت والدته تنتمي إلى عائلة جندي بك يوسف قصبجي أحد رواد حركة الإصلاح القبطي في القرن التاسع عشر والتي دعت إلى تكوين أول مجلس ملى عام 1874. وتدرج في مراحل التعليم المختلفة بالإسكندرية حتى حصل على شهادة البكالوريا من المدرسة العباسية الثانوية عام 1927. ثم ألتحق بكلية الطب بجامعة القاهرة (فؤاد الأول في ذلك الوقت) وحصل على البكالوريوس عام 1935. وفي أثناء دراسته بالطب كان يتردد على مدرجات كلية الآداب جامعة القاهرة ليقف مستمعا مستمتعا بمحاضرات الدكتور طه حسين عميد الأدب العربي والأستاذ بالجامعة في ذلك الوقت.
بدأ حياته كطبيب سنة 1937 بمستشفى المواساة بالإسكندرية التي كان يرأس جمعيتها فهمى بك عبد المجيد وكان رئيس قسم الأمراض الباطنية بها هو الدكتور إبراهيم عبد السيد نجل الأستاذ ميخائيل عبد السيد مؤسس جريدة الوطن. وفي 3 يناير 1940 سجل الدكتور إبراهيم عبد السيد الشهادة التالية عن الدكتور منير شكري حيث قال:«يسرني أن أذكر انه حين كلُفت بقسم الأمراض الباطنية بمستشفى المواساة مدة من الزمن تناهز السنتين أو تزيد كان يعاوننى في عملى الدكتور منير شكري وقد أتُيح لى طوال هذه المدة أن أقدر ما كان عليه هذا الطبيب من جدارة ممتازة وحسن اعتناء بالمرض وتنظيم للعمل فكان مثالا للكفاءة العظيمة والسمحة والإخلاص في عملة الفنى ويسرنى كثيرا أن ينتفع الجمهور بمثل هذه الصفات النادرة والخلال العظيمة». وفي عام 1940 أنشأ عيادة حمإلى الجمارك بالإسكندرية وعمل فيها فترات مختلفة من حياته ثم أشتغل فترة في الصحة المدرسية إلى أن أفتتح عيادته الخاصة بشارع سعد زغلول بمنطقة وسط البلد بالإسكندرية وهي المنطقة التي كانت محجا لكثير من الباحثين والمهتمين بتاريخ مصر والدراسات القبطية. أما الدكتور منير فكان يجيد اللغة العربية الفصحى بجانب اللغات الإنجليزية والفرنسية مما ساعده على الاطلاع والإلمام بالثقافتين.

## نشاطه في مجال خدمة الكنيسة
عام 1943 حضر للإسكندرية راهب هو القمص مينا البراموسي المتوحد الذي صار فيما بعد – عام 1959 – البابا كيرلس السادس. وتوجه لمقابلة الأثري بانوب حبشي وعرض عليه فكرة أقامة الشعائر الدينية والإقامة بدير مارمينا بمريوط. كان هذا اللقاء بمثابة الإلهام لبزوغ فكرة تكوين «جمعية مارمينا العجايبى» بالإسكندرية فقد أتفق الأثرى بانوب حبشى والدكتور منير شكري مع نخبه قليلة من المفكرين الأقباط بالإسكندرية على تكوين جمعية ثقافية للمساهمة في أحياء معالم التاريخ القبطي المهمل، والذي يمثل جزءا هاما من تاريخ مصر القومى. فكانت فكرة أقامة جمعية ثقافية قبطية، هي بداية صدور مئات المؤلفات التي تعتبر من أثمن ما كتبة الأقباط في تاريخنا الحديث مما كان له أثر عظيم في النهضة القبطية المعاصرة الهادئة. وقد تأسست الجمعية عام 1945 وكان يرأسها الأثرى بانوب حبشى حتى وفاته عام 1955 ثم خلفه دكتور منير شكري في رئاستها حتى عام 1986 حينما منعته ظروفه الصحية القاهرية من مواصلة عملة وأداء رسالته. وابتداء من عام 1947 بدأت الجمعية في إصدار رسائلها في الدراسات القبطية في الوقت الذي كان فيه هذا المجال مجهولا فأشترك في تحريرها نخبة من كبار المفكرين الأقباط مع الدكتور منير شكري الذي وجه موهبته الفذة في الكتابة ليسهم في تحرير جريدة «مصر» منذ عام 1955، مجلة «مدارس الأحد» منذ عام 1955، جريدة «وطنى» منذ عام 1966، مجلة «مرقس» عامى 1971، 1977. وفي عام 1962 أصدر كتاب «أديرة وادى النطرون» الذي هو الرسالة السادسة من رسائل الجمعية، وفي عام 1978 أصدر كتاب «القديس اثناسيوس الرسولى» الذي هو الرسالة الثامنة للجمعية. وفي عام 1981 أشترك مع الدكتور عزيز سوريال في إصدار الرسالة التاسعة للجمعية بعنوان «عبقرية الأنبا باخوم».
في نهاية أربعينيات القرن العشرين عمل الدكتور منير شكري بالتعاون مع القمص منصور البراموس وكيل البطريركية بالإسكندرية في ذلك الوقت (صار فيما بعد الأنبا إيساك مطران البحيرة والغربية)، والأرخن الفاضل منصور قلادة انطوان على نقل أربعة أعمدة من كنيسة مارمينا الأثرية بمريوط لوضعها حول مذبح كنيسة مارمينا بفلمنج بالإسكندرية والتي تم تكريسها عام 1948. وقد ساعد جمعية مارمينا في تنفيذ ذلك الدكتور طوجو مينا مدير المتحف القبطي والأستاذ شفيق غربال وكيل وزارة المعارف حينذاك. وفي خمسينيات القرن العشرين أسند الأب الورع القمص متى المسكين – وكيل البطريركية بالإسكندرية في ذلك الوقت – مادة التاريخ الكنسى للدكتور منير شكري ليقوم بتدريسها لطلبة الكلية الاكليريكية بالإسكندرية.

## مساهمته في الموسوعة القبطية
توج الدكتور منير شكري أعماله بعمل قومي عندما ساهم مساهمة فعالة في تحرير الموسوعة القبطية العالمية التي أشرف عليها الأستاذ الدكتور عزيز سوريال عطية بالاشتراك مع هيئات دولية. فمن الموضوعات التي ساهم في الكتابة فيها: البابا كيرلس الرابع أبو الإصلاح القبطي - البابا مكاريوس الثالث – انتخاب البطريرك في كنيسة الإسكندرية – الحركات الإصلاحية في العصر الحديث – دير القديس مينا بمريوط – بالإضافة إلى بعض شخصيات نوابغ الأقباط في العصر الحديث. وقد صدرت الموسوعة القبطية عام 1991 في ثمانية أجزاء وقامت بنشرها دار ماكميلان العالمية للنشر.

## وفاته
توفي منير شكري في اليوم التالي لعيد القيامة في 17 أبريل 1990 بعد فترة من المرض.